# Jorge Gómez Gutiérrez
Jorge Gómez Gutiérrez (* 8. August 1946 in Mexiko-Stadt; † 2. März 2021), auch bekannt unter dem Spitznamen Coco, war ein mexikanischer Fußballtrainer und -spieler auf der Position des Außenstürmers, der zu Beginn des 21. Jahrhunderts auch einige Jahre lang als Sportdirektor tätig war.

## Leben

### Stationen als Spieler
Jorge „Coco“ Gómez begann seine aktive Karriere in den Nachwuchsabteilungen seines Heimatvereins Club América, bei dem er auch seinen ersten Profivertrag erhielt und für den er in der Saison 1964/65 gegen den Stadtrivalen Atlante (0:1) sein Debüt in der mexikanischen Primera División feierte. Am Ende derselben Saison gewann er mit den Americanistas den mexikanischen Pokalwettbewerb und in der darauffolgenden Spielzeit (1965/66) die mexikanische Meisterschaft.
Nach dem Torneo México 70, einem anlässlich der im eigenen Land ausgetragenen WM 1970 veranstalteten Sonderturnier um die mexikanische Fußballmeisterschaft, wechselte Gómez zum  Puebla FC, bei dem er bis 1975 unter Vertrag stand.

### Stationen als Trainer und Sportdirektor
Seine größten Erfolge als Trainer feierte „Coco“ Gómez in den Spielzeiten 1985/86 und 1992/93, als er jeweils mit den von ihm trainierten Mannschaften (erst Cobras Querétaro und anschließend Toros Neza) die Zweitligameisterschaft gewann und den Aufstieg ins Oberhaus schaffte. Beide Mannschaften betreute er nach dem Aufstieg auch zunächst in der Primera División (die Cobras nur für etwa drei Monate, die Toros für mehr als ein Jahr), doch waren dies zugleich seine einzigen Trainertätigkeiten in der höchsten mexikanischen Spielklasse.
Während einer längeren Unterbrechung seiner Trainertätigkeit war er unter anderem bei den Erstligavereinen Real San Luis (2003) und Dorados de Sinaloa (2005) als Sportdirektor tätig.
Zuletzt trainierte Coco Gómez den in der heute drittklassigen Segunda División spielenden Club Tecamachalco.

## Erfolge

### Als Spieler
- Mexikanischer Meister: 1965/66
- Mexikanischer Pokalsieger: 1964/65

### Als Trainer
- Mexikanischer Zweitligameister: 1985/86, 1992/93